# 链甾醇
链甾醇（英語：Desmosterol，也称为24-脱氢胆甾醇）是胆固醇合成的中间产物之一，从7-脱氢链甾醇转化而来，由24-脱氢胆固醇还原酶催化形成胆固醇。